# Ånholmen (vid Bergön, Kimitoön)
Ånholmen är en ö i Ånholms sundet väster om Ängesön-Bergön i Hitis i kommunen Kimitoön i landskapet Egentliga Finland. Öns area är 9,2 hektar och dess största längd är 0,7 kilometer i sydöst-nordvästlig riktning.

## Etymologi
Förledet i Ånholm kommer från fornsvenskans 'arn' för örn. I dialekt har a-ljudet förlängts och övergått till å. Öar med namnen Ånholm eller Ånholmen förekommer i Finland i Brändö och Kumlinge på Åland, i Åbolands skärgård och i Borgå.